# Anapoma limbopuncta
Anapoma limbopuncta är en fjärilsart som beskrevs av Embrik Strand 1920. Anapoma limbopuncta ingår i släktet Anapoma och familjen nattflyn. Inga underarter finns listade i Catalogue of Life.